# Горбань, Игнат Петрович
Игнат Петрович Горбань (1912—1957) — красноармеец Рабоче-крестьянской Красной Армии, участник Великой Отечественной войны, Герой Советского Союза (1944).

## Биография
Игнат Горбань родился в 1912 году в селе Нагутское (ныне — Минераловодский район Ставропольского края) в крестьянской семье. Работал в колхозе. В мае 1943 года Горбань был призван на службу в Рабоче-крестьянскую Красную Армию. С того же года — на фронтах Великой Отечественной войны. Принимал участие в боях на Воронежском и 1-м Украинском фронтах. К сентябрю 1943 года красноармеец Игнат Горбань был стрелком 487-й отдельной разведроты 218-й стрелковой дивизии 47-й армии Воронежского фронта. Отличился во время битвы за Днепр.
24 сентября 1943 года Горбань в составе группы разведчиков одним из первых переправился через Днепр в районе села Пекари Черкасской области. В боях на западном берегу он заменил собой выбывшего из строя командира взвода. Несмотря на полученное ранение, в течение трёх дней руководил действиями взвода, отражая по 7-8 контратак в день, удержав занимаемую позицию.
Указом Президиума Верховного Совета СССР от 3 июня 1944 года за «образцовое выполнение боевых заданий командования на фронте борьбы с немецкими захватчиками и проявленные при этом мужество и героизм» красноармеец Игнат Горбань был удостоен высокого звания Героя Советского Союза с вручением ордена Ленина и медали «Золотая Звезда» за номером 3727.
После окончания войны Горбань был демобилизован. Проживал на хуторе Лысогорский Минераловодского района. Умер 11 января 1957 года, похоронен в братской могиле советских воинов в Лысогорском.
Был также награждён орденом Красной Звезды и рядом медалей. В честь Горбаня названа улица на хуторе Перевальный.